# 上海市文来中学初中部

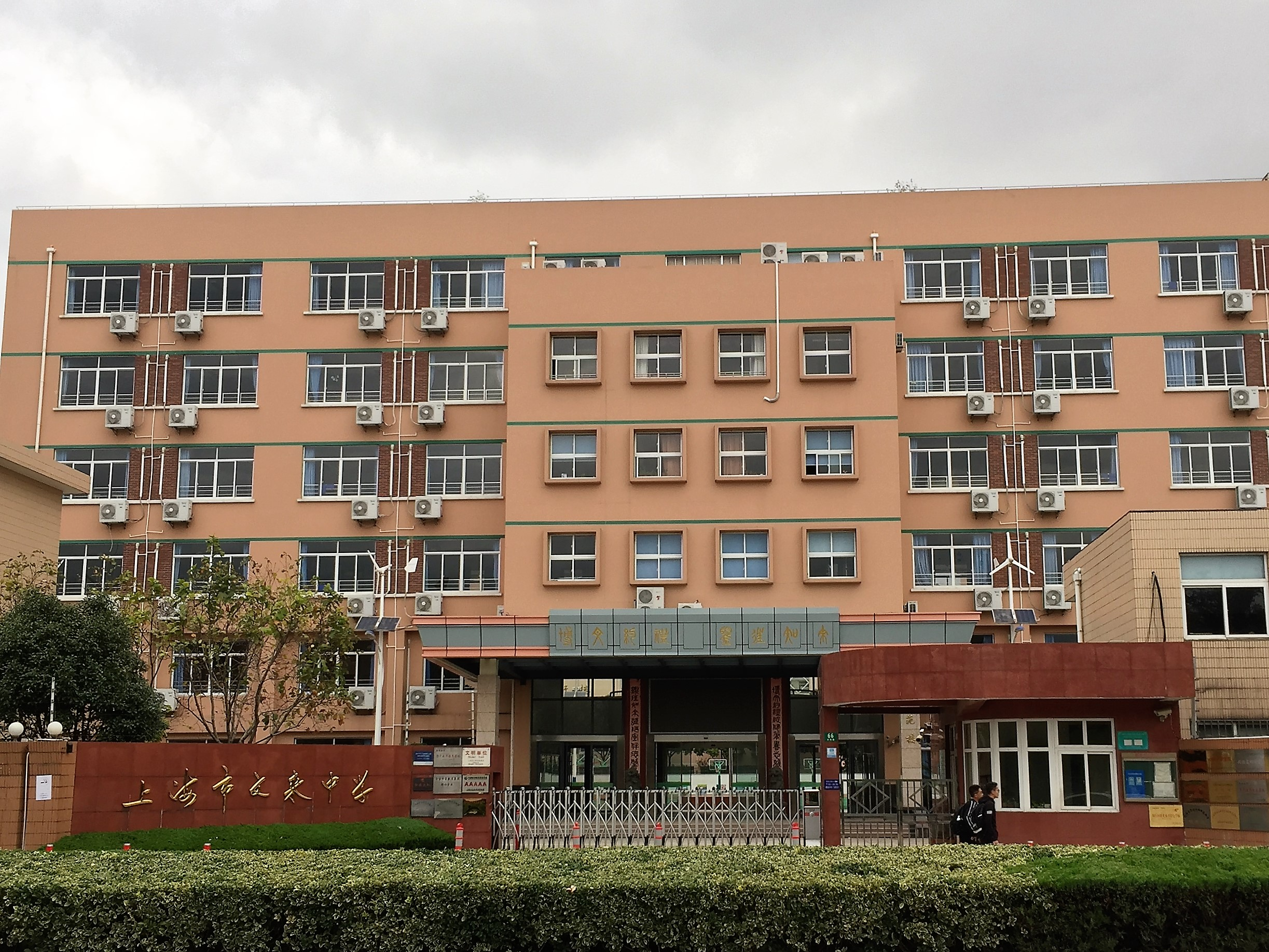
上海市文来中学

上海市文来中学（初中部），是上海市实验性示范性中学七宝中学全额出资的全民所有制企业上海文来实业公司在1994年创立的民办中学，是七宝中学教育集团的成员单位。位于上海市闵行区七宝镇。